# Demetrio Paleologo Cantacuzeno
Demetrio Paleologo Cantacuzeno (fl. XV secolo) è stato un funzionario bizantino attivo tra il 1420 e il 1453, fu il mesazon (carica equivalente a quella di primo ministro) dell'Imperatore Giovanni VIII Paleologo e di suo fratello, Costantino XI.
Suo collega nell'ufficio di mesazon fu Luca Notara.
Demetrio appare per la prima volta nelle cronache come uno dei cortigiani che consigliò a Giovanni VIII di supportare il principe ottomano Mustafa nel suo tentativo di prendere il controllo dell'Impero ottomano alla morte di suo fratello Mehmet I nel 1421. Quando il figlio di Mehmet Murad II emerse come vincitore del conflitto, Demetrio fu scelto come uno dei messaggeri per incontrare Murat (gli altri due erano Matteo Lascari e Angelo Filomatti). Il Sultano mostrò la sua irritazione per il fatto che i Bizantini avessero supportato suo zio mandandoli in prigione; nessuno di loro fu rilasciato sino alla firma di un trattato tra Giovanni VIII e Murat nel febbraio 1424.
Egli giocò altri importanti ruoli in diplomazia come mesazon per i due imperatori. Fu un testimone ai trattati di Giovanni VIII con la Repubblica di Venezia nel settembre 1423, nel maggio 1431, nell''ottobre 1436, nel settembre 1442 e nel luglio 1447. Prese anche parte in maniera eroica alla difesa finale di Costantiopoli; secondo Donald Nicol, egli comandò un'unità di 700 uomini stazionata nelle vicinanze della Chiesa dei Santi Apostoli con il suo genero Niceforo Paleologo, mentre Steven Runciman lo ritiene assegnato al comando di una parte delle Mura Teodosiane vicino al Mar di Marmara.
La sorte di Demetrio dopo la caduta di Costantinopoli nelle mani dell'esercito del Sultano Maometto II non è chiaro. Du Cange scrive che lui e il suo genero furono uccisi difendendo la città; Steven Runciman sostiene invece che fu catturato vivo. Donald Nicol nota che un Demetrio Cantacuzeno fu ricordato in fuga dalla città caduta, con la sua famiglia e altri rifugiati, sulla nave dell'Ammiraglio genovese Zorzi Doria. Doria li avrebbe portati a Chio, da dove il capitano veneziano Tommaso Celsi avrebbe dato loro un passaggio a Candia (la moderna Heraklion) a Creta. Nicol menziona inoltre l'attestazione di una figlia di "un Demetrio Cantacuzeno e sua moglie Simona Gadelina, chiamata Maria" che sposò Teodoro, il figlio di Paolo Paleologo, a Corfù nel novembre del 1486.
Nicol non ci offre nessuna informazione circa i nomi dei genitori di Demetrio, tuttavia afferma che egli fosse il cugino dell'Imperatore Giovanni VIII. Il nome della moglie non è giunto fino a noi, tuttavia ebbe una figlia che, come menzionato prima, sposò Niceforo Paleologo, e Demetrio è ritenuto il padre del protostrator Cantacuzeno che fu ucciso per esecuzione assieme a Luca Notara e Andronico Paleologo Cantacuzeno cinque giorni dopo la cattura della città.